# 伊比利亞聯盟
伊比利亚联盟（西班牙語：Unión Ibérica）是由于1580年西班牙哈布斯堡王朝国王费利佩二世兼任葡萄牙国王费利佩一世而形成的西班牙與葡萄牙王朝联盟，為當時世界上海權最大、領土最廣的國家，直到该联盟于1640年瓦解。儘管成為了共主邦聯，卡斯提亞、亞拉岡和葡萄牙的本土和殖民地是各自為政的，西班牙亦沒有將葡萄牙的海外殖民地據為己有。
1578年，年轻的葡萄牙国王塞巴斯蒂昂在征讨摩洛哥的三王战役中战死，由于没有子嗣，其已出家而在教皇國担任樞機的叔公恩里克還俗，继登王位，但羅馬教皇額我略十三世的條件是「恩里克獨身」。1580年，因年老而同樣無嗣的恩里克駕崩，葡萄牙发生王位继承危机，西班牙国王费利佩二世趁机宣称他作为葡萄牙国王曼努埃尔一世的外孙拥有葡萄牙的继承权，发动葡萄牙王位继承战争，派遣阿尔瓦公爵率军入侵葡萄牙，西班牙国王费利佩二世宣布兼任葡萄牙国王费利佩一世，葡萄牙及其殖民帝国至此由其统治。
1640年，葡萄牙发生革命，第八代布拉干萨公爵若昂二世被推举为葡萄牙国王若昂四世，葡萄牙王國恢复独立，伊比利亚联盟解体。

## 背景
伊比利亞半島的統一長期以來一直是該地區君主的目標，目的是恢復西哥特君主制。西班牙的兩位君主桑喬大帝和阿方索七世都獲得了「西班牙皇帝」（Imperator totius Hispaniae）的頭銜，意思是「全西班牙皇帝」（Emperor of All Hispania）。 1109年，阿方索七世去世後，歷任君主曾多次嘗試聯合不同的王國來達成統一，特別是通過通婚政策。如:葡萄牙王子米格爾·達巴斯，預計將繼承葡萄牙、萊昂王權、卡斯蒂利亞王權和阿拉貢王權，但卻英年早逝；還有葡萄牙阿方索親王，他將與天主教雙王的長女結婚，卻因從馬上摔下來而去世。

## 成立
1578年，24歲的葡萄牙国王塞巴斯蒂昂在出征摩洛哥北部的凱比爾堡時，在阿爾卡塞爾奎比爾戰役中陣亡。塞巴斯蒂安的祖叔父兼王位繼任者恩里克一世當時66歲。恩里克一世去世後，葡萄牙爆發王位繼承危機（Portuguese succession crisis）。曼努埃爾一世的三個孫子繼承了王位，分別為安東尼奧，克拉託修、菲利普二世以及卡塔琳娜夫人。安東尼奧被聖塔倫人民擁戴為葡萄牙國王並在1580年7月24日登基，一些支持菲利普的葡萄牙總督委員會成員逃往西班牙，並宣布菲利普為亨利的合法繼承人。菲利普進軍葡萄牙，並在阿爾坎塔拉戰役（Battle of Alcântara）中擊敗了效忠安東尼奧的軍隊。此時的卡塔琳娜夫人嫁給了第六代布拉幹薩公爵若昂一世。第三代阿爾巴公爵指揮的特爾西奧斯軍隊抵達里斯本。阿爾巴公爵在進入里斯本之前對葡萄牙各省進行佔領與征服，並在佔領區掠奪與搜刮了大量的財富，並允許他的士兵洗劫首都附近地區。托馬爾議會被迫菲利普承認為國王。1581年，哈布斯堡王朝開始對葡萄牙展開統治。1583年，菲利普前往馬德里時，任命他的侄子奧地利大公阿爾伯特七世為里斯本總督。他在馬德里設立了葡萄牙委員會。
1589年4月安東尼奧利用英格蘭女王伊麗莎白一世與菲利普之間的戰爭契機，說服英國人支持對葡萄牙發動攻擊。由弗朗西斯·德雷克和約翰·諾里斯率領的這次遠征的部隊，由120艘船隻和19,000人組成，但由於計劃不周而失敗。
葡萄牙的地位在聯盟的前兩位國王菲利普二世和菲利普三世時期得以維持。兩位君主都給予葡萄牙貴族在西班牙宮廷中的優越地位，葡萄牙保持著獨立的法律、貨幣和政府。甚至有人提議將王都遷往里斯本。

## 君主
- 1581年—1598年：菲利普二世及一世
- 1598年—1621年：菲利普三世及二世
- 1621年—1640年：菲利普四世及三世